# Enrico Sertoli

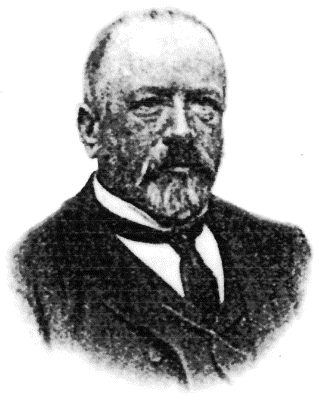
Enrico Sertoli

Enrico Sertoli (* 6. Juni 1842 in Sondrio; † 28. Januar 1910 ebenda) war ein italienischer Physiologe und Histologe, der die später nach ihm benannten Sertoli-Zellen der Hodenkanälchen (Tubuli seminiferi) beschrieb. 

## Leben
Enrico Sertoli war einer der fünf Söhne des Architekten Giuseppe Sertoli. Er studierte an der Universität Pavia Medizin. Zu seinen Lehrern gehörte Eusebio Oehl. Sertoli schloss sein Studium 1865 ab und ging für eine Forschungstätigkeit an die Universität Wien zu Ernst Wilhelm von Brücke. Im folgenden Jahr kehrte er nach Italien zurück, um am Krieg von 1866 teilzunehmen. Sertoli kämpfte unter Enrico Guicciardi in Norditalien gegen Österreich und wurde anschließend zur Niederschlagung eines Aufstandes nach Palermo geschickt. 
1867 verließ Sertoli das Militär und ging an die Universität Tübingen, wo er bei Felix Hoppe-Seyler die Funktion von Blutproteinen und die Elimination von Kohlensäure untersuchte.
Ab 1870 war Sertoli Professor für Anatomie und Physiologie an der Königlichen Schule für Veterinärmedizin in Milan. Nach einer Umstrukturierung des Instituts war er nur noch Dozent für Physiologie. 1907 ging er in den Ruhestand und ließ sich in seinem Geburtsort nieder, wo er 1910 verstarb.
Enrico Sertoli war nicht verheiratet und hatte keine Kinder.

## Wirken
1865 beschrieb Sertoli die Morphologie der später nach ihm benannten Sertoli-Zellen der Hodenkanälchen (Tubuli seminiferi). 

## Werke (Auswahl)
- Dell’esistenza di particolari cellule ramificate nei canalicoli seminiferi del testicolo umano. Morgagni, 7:31-40, 1865. PMID 3294882 (Nachdruck)
- Osservazioni sulla struttura dei canalicoli seminiferi del testicolo. Gazzetta Medica Lombarda 4: 413–419, 1871.
- Sulla struttura dei canalicoli seminiferi dei testicoli studiata in rapporto allo sviluppo dei nemaspermi. Gazzetta Medica Lombarda 2: 401–413, 1875.
- Über die Bindung der Kohlensäure im Blute und ihre Ausscheidung in der Lunge. Medizinisch-chemische Untersuchungen 2: 350–353, 1867.
- Contribuzioni alla fisiologia generale dei muscoli lisci. Rendiconti dell’Istituto Lombardo di Scienze e Lettere 15: 567–579, 1882.
- Di uno pseudo-ermafroditismo in una capra. Arch Medicina Veterinaria 1: 22–31, 1876.
- Compendio di anatomia speciale degli animali domestici. Mailand, Tipografia Ronchi, 1874.
- Discorso inaugurale di apertura dell’anno scolastico 1872–73 della R. Scuola Superiore di Veterinaria di Milano. Mailand, Archivio della Regia Scuola Superiore di Veterinaria di Milano, 1872.